# Warwara Nasarowa
Warwara Nasarowa (russisch Варвара Назарова, engl. Transkription Varvara Nazarova; * 2. Juli 1997) ist eine kasachische Speerwerferin.

## Sportliche Laufbahn
Erste internationale Erfahrungen sammelte Warwara Nasarowa 2013 bei den Jugendweltmeisterschaften in Donezk, bei denen sie mit einer Weite von 48,48 m in der Qualifikation ausschied. Anschließend wurde sie bei den Jugend-Asienspielen in Nanjing mit 44,47 m Fünfte. Im Jahr darauf qualifizierte sie sich für die Olympischen Jugendspiele in Nanjing, bei denen sie mit 46,20 m Rang vier im B-Finale. 2016 gewann sie bei den Juniorenasienmeisterschaften in der Ho-Chi-Minh-Stadt mit neuem Landesrekord von 52,76 m die Bronzemedaille und schied anschließend bei den U20-Weltmeisterschaften in Bydgoszcz mit 46,17 m in der Qualifikation aus. 2017 gelangte sie bei den Asienmeisterschaften in Bhubaneswar mit 49,56 m auf Rang elf und schied bei der Sommer-Universiade in Taipeh mit 48,24 m in der Qualifikation aus.
Von 2017 bis 2019 wurde Nasarowa kasachische Meisterin im Speerwurf.